# Best of…! Deutschlands schnellste Ranking-Show
Best of…! Deutschlands schnellste Ranking-Show war eine deutsche Rankingshow, die vom 10. Januar 2015 bis 12. Februar 2022 auf RTL ausgestrahlt wurde. Sendetermin war bis August 2021 samstags um 17:45 Uhr. Danach erfolgte ein Sendeplatzwechsel auf 15:45 Uhr, wo das Magazin bis zu dessen Absetzung ausgestrahlt wurde.

## Sendung
Die Sendung wurde erstmals im Januar 2015 ausgestrahlt. Verglichen wurde das Format mit den Rankingshows Die 10... oder Die 25... auf RTL.
In der Sendung wurde ein Wochenrückblick gezeigt, der die aktuellsten Themen, Videos und Menschen beinhaltet. So wurden Kategorien wie Menschen, die diese Woche mal besser im Bett geblieben wären, Helden des Alltags, die diese Woche einen dicken Orden verdient hätten oder Ereignisse, die diese Woche unbedingt geheim bleiben sollten? gezeigt.
Des Weiteren wurden in der Rankingshow verrückten Internet-Videos gezeigt, aber auch Servicethemen werden besprochen. Hierbei wurden zum Beispiel Geld, Freizeit oder Urlaub, die Geschenk-Umtausch-Tipps, die Sie garantiert noch nicht kennen oder die ungewöhnlichsten Schnäppchen-Tricks gezeigt.
Am 1. Mai 2016 wurde erstmals eine verlängerte Ausgabe namens Best of...! XL ausgestrahlt, welche unregelmäßig jeweils sonntagnachmittags zu sehen war.

## Moderation
Moderatorin der Sendung war Guten Morgen Deutschland-Moderatorin Angela Finger-Erben. Während Finger-Erbens Elternzeit moderierte ab 2019 auch Exclusiv-Moderatorin Bella Lesnik, als Vertretung, die Sendung. Als Vertretung führte ebenfalls von 2016 bis 2021 Susanna Ohlen gelegentlich durch die Sendung. 

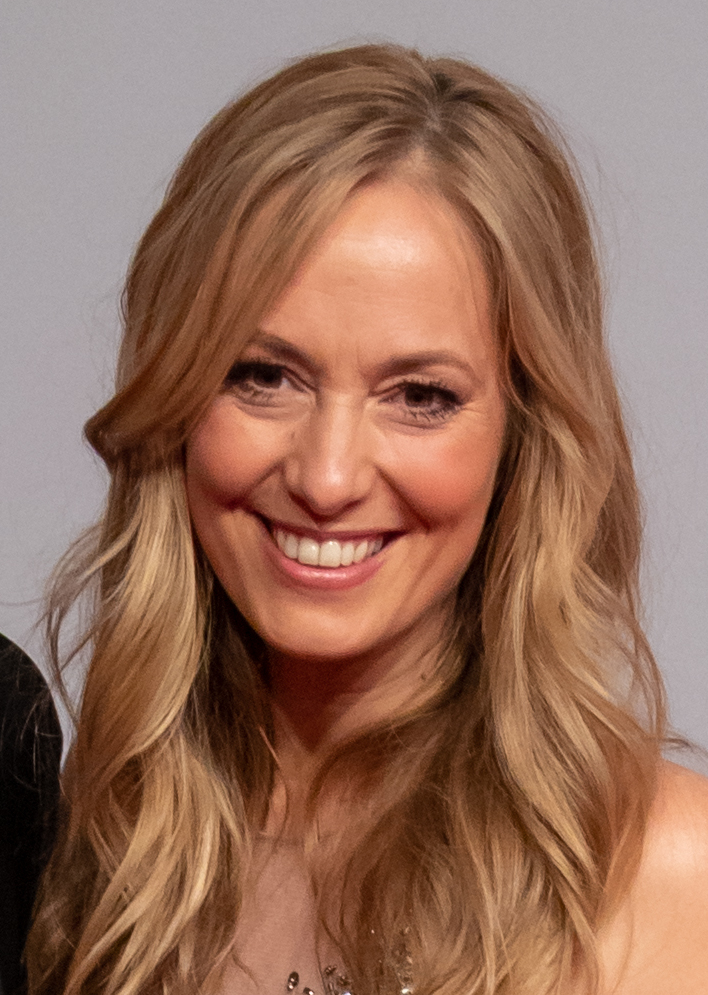
Moderatorin Angela Finger-Erben

| Moderator             | Jahr(e)               | Bemerkung             |
| Ehemalige Moderatoren | Ehemalige Moderatoren | Ehemalige Moderatoren |
| --------------------- | --------------------- | --------------------- |
| Angela Finger-Erben   | 2015–2022             | Hauptmoderatorin      |
| Susanna Ohlen         | 2016–2021             | Vertretung            |
| Bella Lesnik          | 2019–2022             | Vertretung            |